# Маний Ацилий Глабрион (управител)
Вижте пояснителната страница за други значения на Маний Ацилий Глабрион.
Маний Ацилий Глабрион (на латински: Manius Acilius Glabrio) е политик и сенатор на Римската република.
Син е на Маний Ацилий Глабрион (консул 67 пр.н.е.) и на Емилия Скавра (дъщеря на Марк Емилий Скавър, консул 115 пр.н.е. и Цецилия Метела Далматика). Правнук по баща е на прочутия юрист Публий Муций Сцевола.
Роден е в дома на Помпей Велики, който през 81 пр.н.е. се жени за майка му, която умира по време на неговото раждане.
През гражданската война през 49 – 48 пр.н.е. той е офицер на Гай Юлий Цезар и командва гарнизон в Oricum в Епир. По време на кампанията в Африка той е стациониран в Сицилия и през 46 пр.н.е. Цицерон му пише писма.
През 44 пр.н.е. Цезар го назначава за наместник на провинция Ахая.
Познат е главно от някои писма на Цицерон (ad Fam. xiii. 30 – 39).